# 2006년 10월
| 2006년: 1월 · 2월 · 3월 · 4월 · 5월 · 6월 · 7월 · 8월 · 9월 · 10월 · 11월 · 12월 |

| <           | 2006년 10월 | 2006년 10월 | 2006년 10월 | 2006년 10월 | 2006년 10월 | >          |
| 일          | 월          | 화          | 수          | 목          | 금          | 토         |
| 1 8.10 계해 | 2 11 갑자   | 3 12 을축   | 4 13 병인   | 5 14 정묘   | 6 15 무진   | 7 16 기사  |
| 8 17 경오   | 9 18 신미   | 10 19 임신  | 11 20 계유  | 12 21 갑술  | 13 22 을해  | 14 23 병자 |
| 15 24 정축  | 16 25 무인  | 17 26 기묘  | 18 27 경진  | 19 28 신사  | 20 29 임오  | 21 30 계미 |
| 22 9.1 갑신 | 23 2 을유   | 24 3 병술   | 25 4 정해   | 26 5 무자   | 27 6 기축   | 28 7 경인  |
| 29 8 신묘   | 30 9 임진   | 31 10 계사  |             |             |             |            |

| - 10월 14일 - 홍남순 - 10월 15일 - 김상국 - 10월 22일 - 최규하 - 10월 26일 - 김일 편집하기 |

## 2006년10월 31일
- 조선민주주의인민공화국이 육자 회담에 복귀하겠다는 의사를 밝혔다.

## 2006년10월 29일
- 삼성 라이온즈와 한화 이글스와의 한국시리즈 6차전이 잠실에서 벌어졌다. 삼성 라이온즈는 한화 이글스를 3-2로 이기고 4승 1무 1패의 성적으로 우승을 차지했다.

## 2006년10월 28일
- 경부선 대전역 부근에서 경기도 의왕으로 가던 화물열차가 탈선하는 사고가 발생했다. 이 사고로 경부선 상하행선이 3시간 동안 운행이 지연됐다.
- 영국의 이스트앵글리아 대학의 데이비드 라이트 교수가 이끄는 연구팀은 알약을 가루로 부숴서 먹을 경우 약 성분이 체내에 빨리 흡수돼 오히려 위험할 수 있다는 연구 결과를 발표했다.

## 2006년10월 27일
- 김승규 국가정보원장이 사의를 표명했다.
- 미국 캘리포니아에서 산불이 일어났다. 이 산불 진화 도중 소방관 4명이 사망하는 피해가 발생했다.

## 2006년10월 26일
- 최규하 전 대통령의 영결식이 경복궁에서 열렸다.
- 이천수 선수가 축구협회 상벌 위원회로부터 4경기 출장정지를 받아 이번 시즌을 마감하게 되었다.
- “박치기 왕”으로 알려진 전(前) 프로레슬링 선수 김일씨가 심장마비로 사망하였다.

## 2006년10월 25일
- 대한민국의 국회의원,기초단체장 재보궐 선거가 치러졌다. 개표 결과 한나라당은 4곳, 민주당은 1곳, 무소속은 4곳에서 당선되었다.
- 이종석 통일부 장관이 사의를 표명했다.
- 삼성 라이온즈와 한화 이글스와의 한국시리즈 3차전이 대전에서 치러졌다. 삼성 라이온즈가 한화 이글스를 연장12회까지 가는 접전 속에 4:3으로 이겼다.
- 수원 삼성이 삼성하우젠 K리그 2006 후반기 우승을 차지했다.
- 대한민국에서 포집한 대기를 분석한 결과 제논이 검출됐다. 과학기술부에서는 "북한이 10월 9일 핵실험을 실시한 사실을 공식 확인한다"고 말했다.

## 2006년10월 24일
- 윤광웅 국방부 장관이 사의를 표명한 것으로 알려졌다.

## 2006년10월 23일
- 삼성 라이온즈와 한화 이글스와의 한국시리즈 2차전이 대구에서 치러졌다. 한화 이글스가 삼성 라이온즈를 6:2으로 이겼다.

## 2006년10월 22일
- 삼성 라이온즈와 한화 이글스와의 한국시리즈 2차전이 비로 취소되었다.

## 2006년10월 21일
- 삼성 라이온즈와 한화 이글스와의 한국시리즈가 시작됐다. 1차전에서 삼성 라이온즈가 한화 이글스를 4:0으로 이겼다.

## 2006년10월 17일
- 로마의 지하철에서 추돌사고가 발생하여 두 명이 사망하고 수십 명이 다치는 사고가 일어났다.

## 2006년10월 16일
- 이스라엘 사법 당국은 "모셰 카차브 대통령이 여직원을 강간하고 성희롱한 한편 피해자들을 도청한 충분한 증거가 발견됐다"고 발표했다.

## 2006년10월 15일
- 하와이에서 진도 6.3의 지진이 발생했다.
- 에콰도르 대통령선거 1차투표에서 70.59%가 집계된 예비조사 결과, 기업인 출신 친미우파 알바로 노보아 후보가 26.7%, 경제학자 출신 급진좌파 라파엘 코레아 후보가 22.5%를 얻어 각각 1, 2위를 차지했다. 과반을 얻은 후보가 없고 40% 이상 득표에 2위와 10%포인트 이상 격차를 낸 후보가 없어 다음달 26일 결선투표를 통해 최종 당선자를 결정할 예정이다.

## 2006년10월 14일
- 외교통상부 반기문 장관이 제8대 UN 사무총장에 선출되었다.
- 유엔 안전보장이사회는 조선민주주의인민공화국의 핵 실험에 대한 제재 결의안을 채택했다.

## 2006년10월 13일
- 2006년 노벨 평화상에 빈곤층 자활 지원을 위해 애쓴 공로로 방글라데시의 무함마드 유누스와 그가 총재를 맡아 운영하고 있는 서민 금융기관인 그라민 은행이 공동 수상자로 선정, 발표되었다.

## 2006년10월 12일
- 2006년 노벨 문학상 수상자가 튀르키예 소설가 오르한 파무크로 결정되었다. 대한민국의 고은 시인은 2005년에 이어 유력한 후보로 거론되었으나 수상하지 못했다.

## 2006년10월 9일
- 조선민주주의인민공화국은 조선중앙통신사 보도를 통해 핵실험을 성공적으로 진행했다고 발표했다. 한편, 한국지질자원연구원은 이날 오전 10시 35분께 함경북도 화대군 지역에서 진도 3.58에서 3.7 규모의 지진파를 감지했다고 밝혔다.
- 국제 연합 안전보장이사회는 반기문 외교통상부 장관을 코피 아난 현 사무총장의 뒤를 이을 단일 후보로 공식 지명했다.
- 에드먼드 S 펠프스가 거시 경제정책의 장·단기 효과 관계에 대한 이해를 넓힌 공로를 인정받아 스웨덴 왕립 아카데미에 의해 2006년 노벨 경제학상 수상자로 선정되어, 발표되었다.

## 2006년10월 8일
- 대한민국 축구 국가대표팀이 가나 축구 국가대표팀과의 평가전에서 1:3으로 패했다.

## 2006년10월 6일
- UN 안전보장이사회에서 조선민주주의인민공화국의 핵 실험 포기를 촉구하는 의장 성명에 합의했다.

## 2006년10월 5일
- 로저 콘버그가 진핵생물(eukaryote)의 유전정보가 복사돼 전달되는 과정을 분자 수준에서 규명한 연구 업적을 인정받아 2006년 노벨 화학상 수상자로 선정, 발표되었다.

## 2006년10월 3일
- 서해대교에서 29중 추돌 사고가 일어났다. 이로 인해 11명이 사망했고 수십 명이 부상을 당한 채 인근 병원으로 후송되었다.
- 조선민주주의인민공화국에서 핵 실험을 하겠다고 발표했다.
- 승객 113명을 태우고 알바니아의 티라나에서 이스탄불로 향하던 터키항공 1476편이 납치되었으나 이탈리아의 브린디시 공항에 착륙했다. 납치범들은 이탈리아 경찰에 연행되었다.
- 일본 아베 신조 수상이 10월 8일 중화인민공화국 방문에 이어 10월 9일에는 대한민국을 방문해 후진타오 중화인민공화국 국가주석, 노무현 대한민국 대통령과 각각 정상회담을 갖는다.
- 존 C. 매더와 조지 F. 스무트가 초기 우주와 은하, 별의 기원에 대한 이해를 넓힌 공로로 2006년 노벨 물리학상 수상자로 선정, 발표되었다.
- 발해 때 제조된 것으로 추정되는 금화 발해통보 5점이 발견되었다. 1차 감정 결과 발해 화폐로 판정되었다. 이 화폐가 진품으로 최종적으로 확인될 경우 중화인민공화국의 동북공정을 뒤집을 수 있는 중요한 유물이 될 전망이다. 이 화폐에는‘발해통보’와 ‘천통팔년’이라는 글자가 한자로 새겨져 있다.

## 2006년10월 2일
- 반기문 외교통상부장관이 국제 연합 사무총장 선출을 위한 4차 예비투표에서 거부권을 가진 5개 상임이사국을 포함하여 14개 안보리 이사국들로부터 지지를 얻어 또 1위를 차지했다.
- 잠비아의 레비 음와나와사 대통령이 야당의 마이클 사타와 하카인데 히칠레마 후보를 누르고 재선에 성공했다.
- 앤드루 Z. 파이어와 크레이그 C. 멜로가 RNA 간섭에 대한 연구 업적을 인정받아 2006년 노벨 생리학·의학상 수상자로 선정, 발표되었다.
- 중화민국(타이완)을 방문중인 중국 본토인을 실은 관광 버스가 알리산에서 돌아오던 중 사고를 당하였다. 이 사고로 여행 가이드를 포함한 6명이 사망하였고, 십 여명이 중상을 당하는 대형 사고가 발생하였다.

## 2006년10월 1일
- 승객 155명을 태운 브라질의 보잉 737 여객기가 추락한 지 하루 만에 발견되었다. 탑승객은 전원 사망하였다.